# 《赎罪》获奖名单
《赎罪》是喬·萊特执导的2007年英国二战爱情片，基斯杜化·咸頓将伊恩·麥克伊旺的同名小说改编成剧本。电影讲述塞西利亚（姬拉·麗莉饰）与罗比（詹姆斯·麥艾維）相恋，但塞西利亚布里奥妮（瑟夏·羅南）出于复杂动机指控罗比强奸，三人的生活从此彻底改变。影片2007年8月29日在第64届威尼斯国际电影节首映并角逐金獅獎，九月又在温哥华国际电影节和多倫多國際電影節放映。环球影业安排本片2007年9月7日在英国上映，再经焦点影业12月7日在美国发行。电影最终取得1.31亿美元全球票房。
《赎罪》获众多荣誉肯定，电影本身、剧本、表演（特别是詹姆斯·麦卡沃伊、西尔莎·罗南、凯拉·奈特莉）尤得赞誉。影片入围最佳影片等七项奥斯卡金像奖，夺得最佳原创配乐。女性电影记者联盟授予本片两项大奖，另有四项入围；美国电影摄影工会与藝術指導工會均提名一项。本片以14项入选领跑第61届英国电影学院奖，最终胜出两项。摄影师西默斯·麥葛維获英国电影摄影工会提名，賈桂琳·杜倫入围服装设计工会奖。电影还在第13届帝国奖入围五项，最后拿下三项。
影片入围五项《标准晚报》英国电影奖，其中奈特莉与蕾夢娜·葛瑞（扮演18岁的布里奥妮）均提名最佳女主角，迈克加维、杜兰、美术总监莎拉·格林伍德获最佳技术成就奖。《赎罪》在第65屆金球獎入围最佳影片（正剧类），達利歐·馬里安利夺得最佳原创配乐，他还拿下五座配乐奖，以及国际电影配乐协会颁发的年度电影作曲奖。电影预告片入围两项金预告片奖并拿下最佳爱情预告片。罗南因本片获奖五项，包括是第五项爱尔兰影视奖最佳女配角和女影评人协会最佳青年女演员。《赎罪》获伦敦影评人协会八项提名，麦卡沃伊与饰演老年布里奥妮的凡妮莎·蕾格烈芙分别拿下年度男主角和年度英国女配角奖。奈特莉获伦勃朗奖最佳国际女主角和青少年选择奖最佳剧情片女主角。编剧汉普顿共在各大奖角逐入围13项。

## 荣誉
| 机构                    | 颁奖日期       | 奖项                     | 提名                                                   | 结果 |
| ----------------------- | -------------- | ------------------------ | ------------------------------------------------------ | ---- |
| 奥斯卡金像奖            | 2008年2月24日  | 最佳影片                 | 蒂姆·貝文、艾瑞克·費納、保罗·韦伯斯特                  | 提名 |
| 奥斯卡金像奖            | 2008年2月24日  | 最佳女配角               | 瑟夏·羅南                                              | 提名 |
| 奥斯卡金像奖            | 2008年2月24日  | 最佳原著改编             | 基斯杜化·咸頓                                          | 提名 |
| 奥斯卡金像奖            | 2008年2月24日  | 最佳艺术指导             | 莎拉·格林伍德、凯蒂·斯宾塞                             | 提名 |
| 奥斯卡金像奖            | 2008年2月24日  | 最佳摄影                 | 西默斯·麥葛維                                          | 提名 |
| 奥斯卡金像奖            | 2008年2月24日  | 最佳服装设计             | 賈桂琳·杜倫                                            | 提名 |
| 奥斯卡金像奖            | 2008年2月24日  | 最佳原创配乐             | 達利歐·馬里安利                                        | 獲獎 |
| 女性电影记者联盟        | 2007年12月21日 | 最佳改编剧本             | 《赎罪》                                               | 提名 |
| 女性电影记者联盟        | 2007年12月21日 | 最佳裸露与性爱描绘       | 姬拉·麗莉                                              | 提名 |
| 女性电影记者联盟        | 2007年12月21日 | 最佳剪辑                 | 《赎罪》                                               | 提名 |
| 女性电影记者联盟        | 2007年12月21日 | 最佳影片                 | 《赎罪》                                               | 提名 |
| 女性电影记者联盟        | 2007年12月21日 | 最佳新人                 | 西尔莎·罗南                                            | 獲獎 |
| 女性电影记者联盟        | 2007年12月21日 | 最佳诱惑                 | 凯拉·奈特莉与詹姆斯·麦卡沃伊                           | 獲獎 |
| 美国电影摄影工会        | 2008年1月26日  | 最佳院线电影摄影         | 西穆斯·迈克加维                                        | 提名 |
| 藝術指導工會            | 2008年2月18日  | 最佳古装片艺术指导       | 莎拉·格林伍德                                          | 提名 |
| 英国电影学院奖          | 2008年2月10日  | 最佳男主角               | 詹姆斯·麦卡沃伊                                        | 提名 |
| 英国电影学院奖          | 2008年2月10日  | 最佳女主角               | 凯拉·奈特莉                                            | 提名 |
| 英国电影学院奖          | 2008年2月10日  | 最佳改编剧本             | 克里斯托弗·汉普顿                                      | 提名 |
| 英国电影学院奖          | 2008年2月10日  | 最佳英国片               | 《赎罪》                                               | 提名 |
| 英国电影学院奖          | 2008年2月10日  | 最佳摄影                 | 西穆斯·迈克加维                                        | 提名 |
| 英国电影学院奖          | 2008年2月10日  | 最佳服装设计             | 杰奎琳·杜兰                                            | 提名 |
| 英国电影学院奖          | 2008年2月10日  | 最佳导演                 | 乔·赖特                                                | 提名 |
| 英国电影学院奖          | 2008年2月10日  | 最佳剪辑                 | 保罗·托西尔                                            | 提名 |
| 英国电影学院奖          | 2008年2月10日  | 最佳影片                 | 《赎罪》                                               | 獲獎 |
| 英国电影学院奖          | 2008年2月10日  | 最佳化妆与发型           | 伊凡娜·普里莫拉克                                      | 提名 |
| 英国电影学院奖          | 2008年2月10日  | 最佳电影配乐             | 达里奥·马里安奈利                                      | 提名 |
| 英国电影学院奖          | 2008年2月10日  | 最佳艺术指导             | 莎拉·格林伍德、凯蒂·斯宾塞                             | 獲獎 |
| 英国电影学院奖          | 2008年2月10日  | 最佳音效                 | 丹尼·哈姆布鲁克、保罗·汉布林、凯瑟琳·霍奇森、贝基·庞汀 | 提名 |
| 英国电影学院奖          | 2008年2月10日  | 最佳女配角               | 西尔莎·罗南                                            | 提名 |
| 英国电影摄影工会        | 2007年12月7日  | 最佳院线片摄影           | 西穆斯·迈克加维                                        | 提名 |
| 評論家選擇協會          | 2008年1月7日   | 最佳作曲                 | 达里奥·马里安奈利                                      | 提名 |
| 評論家選擇協會          | 2008年1月7日   | 最佳导演                 | 乔·赖特                                                | 提名 |
| 評論家選擇協會          | 2008年1月7日   | 最佳影片                 | 《赎罪》                                               | 提名 |
| 評論家選擇協會          | 2008年1月7日   | 最佳女配角               | 瓦妮莎·雷德格雷夫                                      | 提名 |
| 評論家選擇協會          | 2008年1月7日   | 最佳青少年演员           | 西尔莎·罗南                                            | 提名 |
| 芝加哥影评人协会        | 2007年12月13日 | 最佳改编剧本             | 克里斯托弗·汉普顿                                      | 提名 |
| 芝加哥影评人协会        | 2007年12月13日 | 最佳摄影                 | 西穆斯·迈克加维                                        | 提名 |
| 芝加哥影评人协会        | 2007年12月13日 | 最佳原创配乐             | 达里奥·马里安奈利                                      | 提名 |
| 巴西电影大奖            | 2009年4月14日  | 最佳外国片               | 《赎罪》                                               | 提名 |
| 服装设计工会            | 2008年2月19日  | 最佳古装片服装设计       | 杰奎琳·杜兰                                            | 提名 |
| 达拉斯—沃斯堡影评人协会 | 2007年12月17日 | 最佳影片                 | 《赎罪》                                               | 提名 |
| 达拉斯—沃斯堡影评人协会 | 2007年12月17日 | 最佳女配角               | 西尔莎·罗南                                            | 提名 |
| 帝國獎                  | 2008年3月9日   | 最佳男主角               | 詹姆斯·麦卡沃伊                                        | 獲獎 |
| 帝國獎                  | 2008年3月9日   | 最佳女主角               | 凯拉·奈特莉                                            | 獲獎 |
| 帝國獎                  | 2008年3月9日   | 最佳英国片               | 《赎罪》                                               | 獲獎 |
| 帝國獎                  | 2008年3月9日   | 最佳导演                 | 乔·赖特                                                | 提名 |
| 帝國獎                  | 2008年3月9日   | 最佳新人                 | 西尔莎·罗南                                            | 提名 |
| 帝國獎                  | 2008年3月9日   | 最佳配乐                 | 《赎罪》                                               | 提名 |
| 歐洲電影獎              | 2008年12月6日  | 最佳男主角               | 詹姆斯·麦卡沃伊                                        | 提名 |
| 歐洲電影獎              | 2008年12月6日  | 最佳作曲                 | 达里奥·马里安奈利                                      | 提名 |
| 歐洲電影獎              | 2008年12月6日  | 最佳影片                 | 《赎罪》                                               | 提名 |
| 《标准晚报》英国电影奖  | 2008年2月3日   | 最佳男主角               | 詹姆斯·麦卡沃伊                                        | 提名 |
| 《标准晚报》英国电影奖  | 2008年2月3日   | 最佳女主角               | 罗莫拉·加莱                                            | 提名 |
| 《标准晚报》英国电影奖  | 2008年2月3日   | 最佳女主角               | 凯拉·奈特莉                                            | 提名 |
| 《标准晚报》英国电影奖  | 2008年2月3日   | 最佳编剧                 | 克里斯托弗·汉普顿                                      | 提名 |
| 《标准晚报》英国电影奖  | 2008年2月3日   | 最佳技术成就             | 西穆斯·迈克加维, 莎拉·格林伍德, 杰奎琳·杜兰            | 獲獎 |
| 澳大利亚影评人协会      | 2008年2月1日   | 最佳外国英语片           | 《赎罪》                                               | 提名 |
| 金球獎                  | 2008年1月13日  | 最佳电影男主角（正剧类） | 詹姆斯·麦卡沃伊                                        | 提名 |
| 金球獎                  | 2008年1月13日  | 最佳电影女主角（正剧类） | 凯拉·奈特莉                                            | 提名 |
| 金球獎                  | 2008年1月13日  | 最佳导演                 | 乔·赖特                                                | 提名 |
| 金球獎                  | 2008年1月13日  | 最佳影片（正剧类）       | 《赎罪》                                               | 獲獎 |
| 金球獎                  | 2008年1月13日  | 最佳原创配乐             | 达里奥·马里安奈利                                      | 獲獎 |
| 金球獎                  | 2008年1月13日  | 最佳编剧                 | 克里斯托弗·汉普顿                                      | 提名 |
| 金球獎                  | 2008年1月13日  | 最佳电影女配角           | 西尔莎·罗南                                            | 提名 |
| 金番茄奖                | 2008年1月21日  | 最佳爱情片               | 《赎罪》                                               | 獲獎 |
| 金预告片奖              | 2008年5月8日   | 最佳爱情片               | 《赎罪》                                               | 獲獎 |
| 金预告片奖              | 2008年5月8日   | 最佳爱情片电视预告片     | 《赎罪》：“爱情故事”                                   | 提名 |
| 休斯顿影评人协会        | 2008年1月3日   | 最佳摄影                 | 西穆斯·迈克加维                                        | 提名 |
| 休斯顿影评人协会        | 2008年1月3日   | 最佳原创配乐             | 达里奥·马里安奈利                                      | 獲獎 |
| 休斯顿影评人协会        | 2008年1月3日   | 最佳影片                 | 《赎罪》                                               | 提名 |
| 休斯顿影评人协会        | 2008年1月3日   | 最佳编剧                 | 克里斯托弗·汉普顿                                      | 提名 |
| 国际电影配乐评论协会    | 2008年2月15日  | 最佳剧情片原创配乐       | 《赎罪》：达里奥·马里安奈利                            | 獲獎 |
| 国际电影配乐评论协会    | 2008年2月15日  | 年度电影作曲             | 达里奥·马里安奈利                                      | 提名 |
| 国际电影配乐评论协会    | 2008年2月15日  | 年度电影配乐编排         | 《敦刻尔克挽歌》：达里奥·马里安奈利                    | 獲獎 |
| 国际电影配乐评论协会    | 2008年2月15日  | 年度电影配乐             | 《赎罪》：达里奥·马里安奈利                            | 獲獎 |
| 爱尔兰影视奖            | 2008年2月17日  | 最佳女配角               | 西尔莎·罗南                                            | 獲獎 |
| 爱尔兰影视奖            | 2008年2月17日  | 最佳摄影                 | 西穆斯·迈克加维                                        | 獲獎 |
| 爱尔兰影视奖            | 2008年2月17日  | 最佳国际男主角           | 詹姆斯·麦卡沃伊                                        | 提名 |
| 爱尔兰影视奖            | 2008年2月17日  | 最佳国际女主角           | 凯拉·奈特莉                                            | 提名 |
| 爱尔兰影视奖            | 2008年2月17日  | 最佳国际电影             | 《赎罪》                                               | 提名 |
| 艾弗·诺韦洛奖           | 2008年5月22日  | 最佳原创配乐             | 达里奥·马里安奈利                                      | 獲獎 |
| 伦敦影评人协会          | 2008年2月8日   | 年度男主角               | 詹姆斯·麦卡沃伊                                        | 獲獎 |
| 伦敦影评人协会          | 2008年2月8日   | 年度女主角               | 凯拉·奈特莉                                            | 提名 |
| 伦敦影评人协会          | 2008年2月8日   | 英国突破表现             | 西尔莎·罗南                                            | 提名 |
| 伦敦影评人协会          | 2008年2月8日   | 年度导演                 | 乔·赖特                                                | 提名 |
| 伦敦影评人协会          | 2008年2月8日   | 年度电影                 | 《赎罪》                                               | 提名 |
| 伦敦影评人协会          | 2008年2月8日   | 年度英国女配角           | 瓦妮莎·雷德格雷夫                                      | 獲獎 |
| 伦敦影评人协会          | 2008年2月8日   | 年度英国女配角           | 西尔莎·罗南                                            | 提名 |
| 伦敦影评人协会          | 2008年2月8日   | 年度编剧                 | 克里斯托弗·汉普顿                                      | 提名 |
| 电影音效剪辑工会        | 2008年2月23日  | 最佳外国长片音效剪辑     | 《赎罪》                                               | 提名 |
| 銀緞帶獎                | 2008年6月14日  | 最佳欧洲电影导演         | 乔·赖特                                                | 提名 |
| 國家評論協會            | 2007年12月5日  | 十大佳片                 | 《赎罪》                                               | 獲獎 |
| 在线影评人协会          | 2008年1月8日   | 最佳改编剧本             | 克里斯托弗·汉普顿                                      | 提名 |
| 在线影评人协会          | 2008年1月8日   | 最佳剪辑                 | 保罗·托西尔                                            | 提名 |
| 在线影评人协会          | 2008年1月8日   | 最佳原创配乐             | 达里奥·马里安奈利                                      | 提名 |
| 在线影评人协会          | 2008年1月8日   | 最佳影片                 | 《赎罪》                                               | 提名 |
| 在线影评人协会          | 2008年1月8日   | 最佳女配角               | 西尔莎·罗南                                            | 提名 |
| 平壤国际电影节          | 2008年9月26日  | 摄制与美术奖             | 《赎罪》                                               | 獲獎 |
| 伦勃朗奖                | 2008年3月10日  | 最佳国际女演员           | 凯拉·奈特莉                                            | 獲獎 |
| 理查德·阿滕伯勒电影奖   | 2008年1月30日  | 最佳男主角               | 詹姆斯·麦卡沃伊                                        | 獲獎 |
| 理查德·阿滕伯勒电影奖   | 2008年1月30日  | 最佳电影人               | 乔·赖特                                                | 獲獎 |
| 理查德·阿滕伯勒电影奖   | 2008年1月30日  | 最佳编剧                 | 克里斯托弗·汉普顿                                      | 獲獎 |
| 理查德·阿滕伯勒电影奖   | 2008年1月30日  | 年度电影                 | 《赎罪》                                               | 獲獎 |
| 聖地牙哥影評人協會      | 2007年12月18日 | 最佳剪辑                 | 保罗·托西尔                                            | 獲獎 |
| 卫星奖                  | 2007年12月16日 | 最佳女主角               | 凯拉·奈特莉                                            | 提名 |
| 卫星奖                  | 2007年12月16日 | 最佳改编剧本             | 克里斯托弗·汉普顿                                      | 獲獎 |
| 卫星奖                  | 2007年12月16日 | 最佳服装设计             | 杰奎琳·杜兰                                            | 提名 |
| 卫星奖                  | 2007年12月16日 | 最佳原创配乐             | 达里奥·马里安奈利                                      | 提名 |
| 卫星奖                  | 2007年12月16日 | 最佳女配角               | 西尔莎·罗南                                            | 提名 |
| 圣路易斯影评人协会      | 2007年12月24日 | 最佳摄影                 | 西穆斯·迈克加维                                        | 提名 |
| 圣路易斯影评人协会      | 2007年12月24日 | 最佳影片                 | 《赎罪》                                               | 提名 |
| 圣路易斯影评人协会      | 2007年12月24日 | 最佳配乐                 | 达里奥·马里安奈利                                      | 提名 |
| 圣路易斯影评人协会      | 2007年12月24日 | 最佳编剧                 | 伊恩·麦克尤恩、克里斯托弗·汉普顿                       | 提名 |
| 圣路易斯影评人协会      | 2007年12月24日 | 最佳女配角               | 西尔莎·罗南                                            | 提名 |
| 青少年选择奖            | 2007年8月26日  | 最佳剧情片女主角         | 凯拉·奈特莉                                            | 獲獎 |
| 南加州大学              | 2008年2月2日   | 南加州大学剧本奖最佳编剧 | 伊恩·麦克尤恩、克里斯托弗·汉普顿                       | 提名 |
| 威尼斯电影节            | 2007年9月8日   | 金獅獎                   | 《赎罪》                                               | 提名 |
| 威尼斯电影节            | 2007年9月8日   | 电影与文学论坛奖         | 乔·赖特                                                | 獲獎 |
| 女影评人协会            | 2007年12月13日 | 最佳青少年女演员         | 西尔莎·罗南                                            | 獲獎 |
| 世界电影原声学会        | 2008年10月18日 | 年度原创配乐             | 《赎罪》：达里奥·马里安奈利                            | 獲獎 |
| 世界电影原声学会        | 2008年10月18日 | 最佳配乐作曲             | 达里奥·马里安奈利                                      | 提名 |
| 青年艺术家奖            | 2008年3月30日  | 最佳青少年女主角         | 西尔莎·罗南                                            | 提名 |